# Степанов, Павел Давидович
Па́вел Дави́дович Степа́нов (1816—1871) — контр-адмирал русского флота, участник Кавказских походов и Крымской войны.

## Биография
Родился в 1816 году.
С 1825 года воспитывался в Морском кадетском корпусе, по окончании курса в котором был произведён в гардемарины, а затем, в 1831 году, в мичманы и прикомандирован к Балтийскому флоту.
В 1834 году был переведён в Черноморский флот, в составе которого на различных судах ежегодно крейсировал у абхазских берегов.
В 1837 году находился в рядах десанта, занявшего Константиновский мыс, местечко Шапсухо и покорившего Цибелады; за участие в этой кампании был награждён орденами Св. Станислава 3-й степени и Св. Анны 4-й степени.
В 1838—1848 годах Степанов в чине лейтенанта плавал по Чёрному и Средиземному морям, а с 1849 года, уже капитан-лейтенантом — на транспортах «Рион» и «Кубань» и корабле «Селафаил» нёс службу по Южному Бугу и Днепровскому лиману. Во время Севастопольской кампании он принимал участие в защите Николаева, командуя Ингульской батареей и 44-м флотским экипажем.
По окончании Крымской войны был произведён в капитаны 1-го ранга, переехал в Санкт-Петербург и в 1858—1859 годах принимал деятельное участие в гидрографических работах в Финском и Рижском заливах и Балтийском море. В 1860 году был назначен командиром 3-го рабочего экипажа, а в 1863 году — командиром Петербургского портового экипажа.
В 1869 году, произведённый в контр-адмиралы, П. Д. Степанов был зачислен по резервному флоту, в списках которого состоял до самой смерти, последовавшей 21 января (2 февраля) 1871 года (по словарю А. А. Половцова — 15 января 1871 года).